# Belforêt-en-Perche
Belforêt-en-Perche es una comuna nueva francesa situada en el departamento de Orne, de la región de Normandía.

## Historia
Fue creada el 1 de enero de 2017, en aplicación de una resolución del prefecto de Orne de 8 de agosto de 2016 con la unión de las comunas de Eperrais, La Perrière, Le Gué-de-la-Chaîne, Origny-le-Butin, Saint-Ouen-de-la-Cour y Sérigny, pasando a estar el ayuntamiento en la antigua comuna de Le Gué-de-la-Chaîne.

## Demografía
| Gráfica de evolución demográfica de Belforêt-en-Perche entre 1901 y 2013 |
|                                                                          |

Los datos entre 1800 y 2013 son el resultado de sumar los parciales de las seis comunas que forman la nueva comuna de Belforêt-en-Perche, cuyos datos se han cogido de 1800 a 1999, para las comunas de Eperrais, La Perrière, Le Gué-de-la-Chaîne, Origny-le-Butin, Saint-Ouen-de-la-Cour y Sérigny de la página francesa EHESS/Cassini. Los demás datos se han cogido de la página del INSEE.

## Composición
| Comuna delegada       | Código INSEE | Población (2013) | Superficie (km²) | Densidad (hab./km²) |
| --------------------- | ------------ | ---------------- | ---------------- | ------------------- |
| Eperrais              | 61154        | 114              | 14.12            | 8                   |
| La Perrière           | 61325        | 259              | 16.16            | 16                  |
| Le Gué-de-la-Chaine   | 61196        | 751              | 18.64            | 40                  |
| Origny-le-Butin       | 61318        | 99               | 4.57             | 22                  |
| Saint-Ouen-de-la-Cour | 61437        | 58               | 6.04             | 10                  |
| Sérigny               | 61471        | 394              | 15               | 26                  |